# إميلي رامسي
إميلي جو رامسي (من مواليد 16 نوفمبر 2000) هي لاعبة كرة قدم إنجليزية محترفة تلعب كحارسة مرمى لفريق إيفرتون في الدوري الممتاز للسيدات.

## مهنة النادي

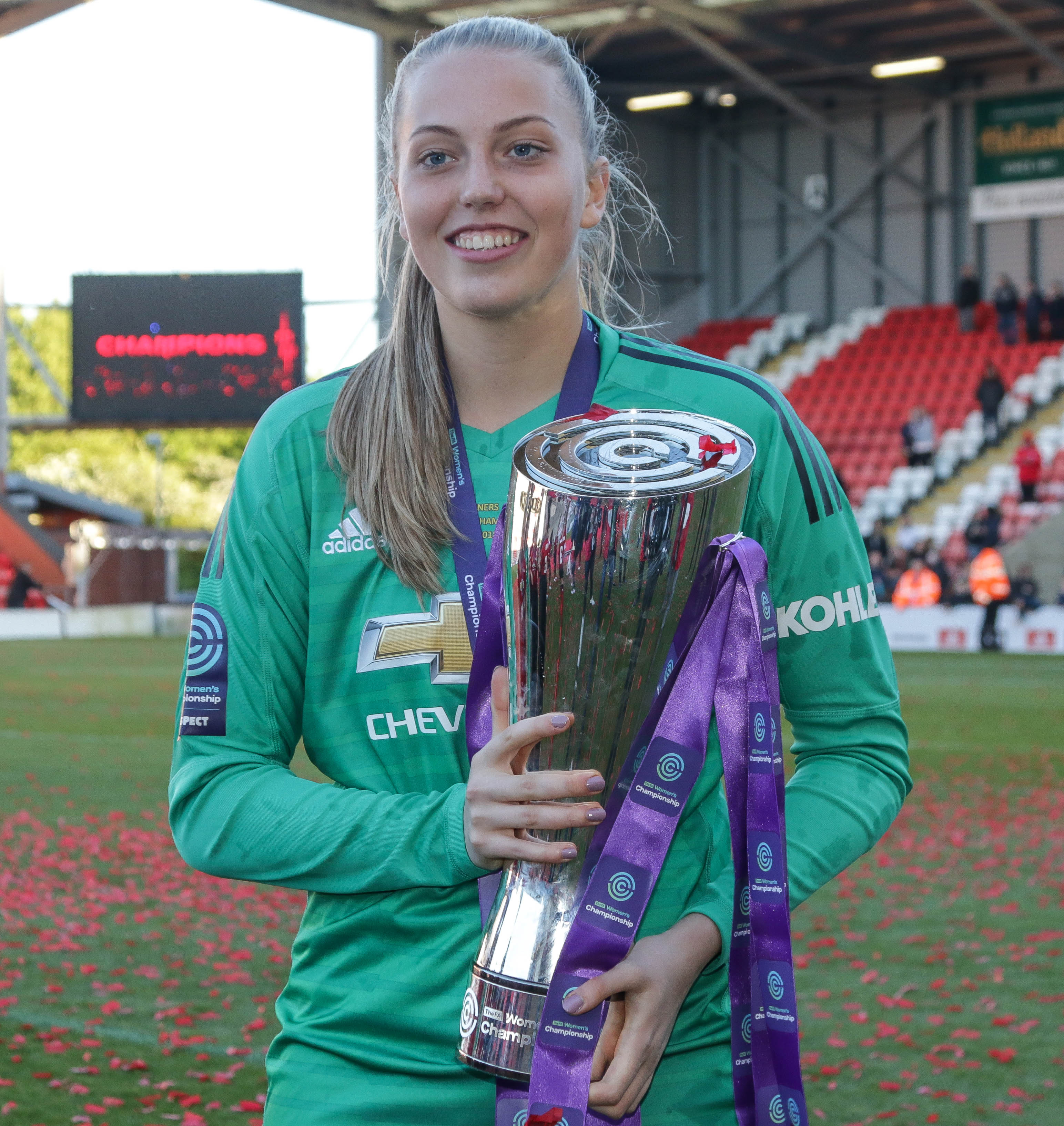
مانشستر يونايتد للسيدات 2019

### مهنة الشباب
ولدت في سالفورد ولعب كرة القدم للشباب في نادي للشباب والسيدات في اكليس بعمر 7، بعد مرور عام، حصلت على منحة دراسية في مركز مانشستر يونايتد، لكنها قررت البقاء لموسم آخر وحصلت على كأس شوفيلد كأفضل لاعبة في فرق النادي الـ 24 في جميع الفئات العمرية، وهي الجائزة التي فاز بها سابقًا ريان غيغز. وفي عام 2010، انتقلت إلى مانشستر يونايتد.

### ليفربول
نظرًا لأن مانشستر يونايتد لم يكن لديه فريق نسائي كبير، فقد وقعت عقداً مع ليفربول في عام 2017. في 18 فبراير 2018، ظهرت لأول مرة في مباراة في الدور الخامس لكأس الاتحاد الإنجليزي للسيدات ضد تشيتشيستر سيتي.

### إيفرتون
في 29 يوليو 2023، انضمت إلى إيفرتون بصفقة مدتها ثلاث سنوات.

## مهنة دولية

### شباب
توجت مع منتخب إنجلترا لفئات تحت 17 عامًا وتحت 19 عامًا وتحت 21 عامًا. في عام 2017، سافرت إلى جمهورية التشيك للمنافسة في بطولة أمم أوروبا للسيدات تحت 17 عامًا. وفي عام 2018، كانت جزءًا من تشكيلة إنجلترا التي فازت بالميدالية البرونزية في كأس العالم تحت 20 سنة في فرنسا، في عام 2018، ظهرت في تصفيات بطولة أمم أوروبا للسيدات تحت 19 عامًا في إنجلترا عندما خسر الفريق أمام ألمانيا ولعبت أيضًا في تصفيات 2019 تحت 19 عامًا. في يوليو 2019، اختيرت ضمن تشكيلة إنجلترا للمشاركة في بطولة أمم أوروبا تحت 19 عامًا 2019 في اسكتلندا. ولعبت في المباراة الأخيرة من دور المجموعات ضد ألمانيا، وفي النهاية خرجت إنجلترا من دور المجموعات. في مارس 2020، استدعيت إلى فريق تحت 21 عامًا لخوض مباراتين وديتين ضد فرنسا. 

### المنتخب
في يونيو 2021، استدعيت إلى معسكر تدريبي في إنجلترا وشاركت لأول مرة كبديلة لمصابة كارين باردسلي. في فبراير 2023، اختيرت ضمن تشكيلة كأس أرنولد كلارك 2023.

## الانجازات
مانشستر يونايتد
- بطولة الاتحاد الإنجليزي للسيدات: 2018–19.[15]

إنجلترا تحت 20
- كأس العالم للسيدات تحت 20 سنة المركز الثالث: 2018.[16]

إنجلترا
- كأس أرنولد كلارك: 2023.[17]

## روابط خارجية
- الملف الشخصي على الموقع الإلكتروني لنادي مانشستر يونايتد
- إميلي رامسي – سجل منافسات اليويفا
- إميلي رامسي  على سكروي